# Calamochrous albipunctalis
Calamochrous albipunctalis là một loài bướm đêm trong họ Crambidae.